# Union Bank of California
MUFG Union Bank, N.A., precedentemente conosciuta come Union Bank of California, N.A. è una banca commerciale con sede a New York.
Secondo il rapporto FDIC sui depositi, al 30 giugno 2009, la Union Bank è la 21ª banca più grande degli Stati Uniti ed è la quinta banca più grande della California per depositi. La banca ha 337 sportelli in California, nell'Oregon e nello stato di Washington e due filiali internazionali.

## Storia

### Bank of California
La Bank of California fu fondata a San Francisco, in California, il 4 luglio 1864, da William Chapman Ralston e Darius Ogden Mills. È stata la prima banca commerciale negli Stati Uniti occidentali, considerata strumentale nello sviluppo del vecchio West americano. Presidente fu Darius Ogden Mills. Una filiale fu aperta a Gold Hill, Nevada, vicino a Virginia City, il 4 settembre 1864. 

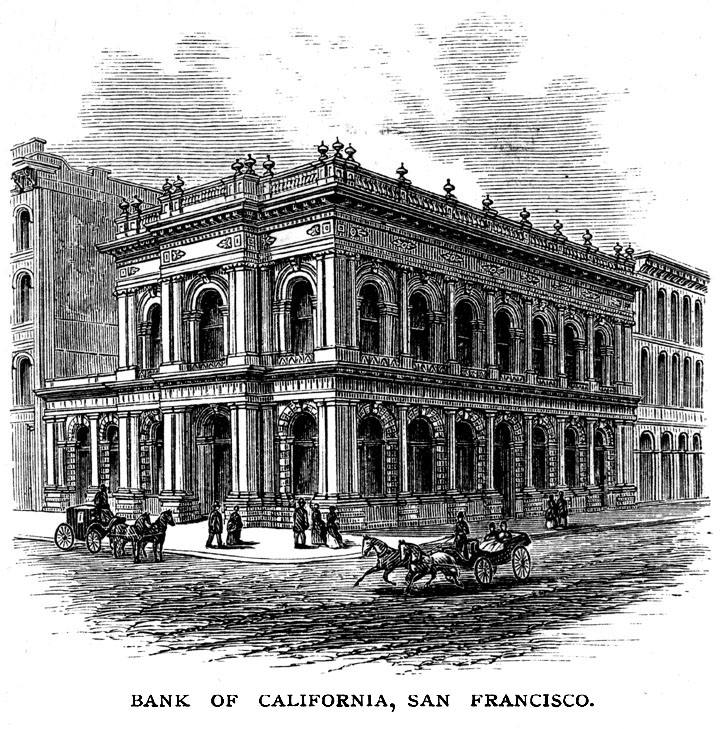
La Bank of California nel 1875

La banca finanziò (a tassi piuttosto alti) una serie di operazioni minerarie della Comstock Lode e rilevò alcune miniere quando i loro proprietari fallirono, ottenendo alla fine enormi profitti. Nel luglio 1869, Ralston bloccò un tentativo di acquisizione della banca acquisendo lingotti d'oro per un valore di quasi 1 milione di dollari dall'ufficio del Tesoro a San Francisco. Il trasferimento fu effettuato nel cuore della notte da due soci di Ralston, Asbury Harpending e Maurice Dore. Quando la banca aprì al mattino, la vista di un vassoio dopo l'altro di monete d'oro alle finestre degli sportelli annullò ogni pensiero di acquisizione da parte di alcuni depositanti.
Mills si ritirò come presidente della Bank of California nell'ottobre del 1873, il suo posto fu preso da Ralston. Un paio d'anni più tardi, nell'agosto 1875, durante un periodo di volatilità di azioni minerarie del ]Nevada, la banca fallì. Ralston poi ammise irregolarità nelle pratiche bancarie e fu estromesso. Per allontanarsi dalla folla arrabbiata, si diresse verso North Beach; al Neptune Bath House, dove era abituato a nuotare nell'oceano nei giorni estivi, si buttò in mare dirigendosi verso il largo e non tornò. Quando il suo corpo fu recuperato, si scoprì che era morto per un ictus.
La banca riaprì il 2 ottobre 1875, con 2 milioni di dollari in monete d'oro e Mills diventò di nuovo presidente. Si ritirò nel 1878 quando le principali banche della città erano, in ordine di importanza, la Bank of California, la Nevada Bank (aperta nel 1875 con McLane come presidente), la Anglo-California Bank e Wells Fargo & Company. Sotto la presidenza di William Alvord, un importante mercante, la Bank of California divenne uno dei principali centri di scambio tra i mercati monetari europei e quelli del Giappone e della Cina.

### Union Bank
Nel 1914, Kaspare Cohn, un immigrato tedesco, fondò la Kaspare Cohn Commercial & Savings Bank a Los Angeles. Fu ribattezzata Union Bank & Trust Company di Los Angeles nel 1918. Harry Volk fu assunto dalla Prudential Insurance Company come nuovo CEO della banca nel 1957 e, tra le altre innovazioni bancarie, aprì la strada all'uso della holding one-bank. Sotto la sua direzione nel 1958 il nome della banca fu abbreviato in Union Bank. Volk si ritirò nel 1980 dopo l'acquisto della banca da parte della londinese Standard Chartered Bank nel 1979.

### MUFG Bank

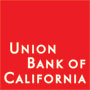
Il logo di Union Bank usato dal 1996 prima del "rebrading" del 2008

Nel frattempo, nel 1953 la Bank of Tokyo fondò la Bank of Tokyo California a San Francisco. Nel 1975, la Bank of Tokyo California acquistò la Southern California First National Bank di San Diego, abbreviando il suo nome in California First. Quattro anni dopo Bank of Tokyo California, tramite California First, rilevò Union Bank e adottò il suo nome.
Nel maggio 1996, Mitsubishi Bank e Bank of Tokyo si fusero in Giappone. Anche a San Francisco, la Bank of California e Union Bank si fusero, cambiando il nome in UnionBanCal Corporation, una holding bancaria, e la sua filiale principale Union Bank of California, N.A. Con la fusione, Union Bank ha potuto far risalire la sua storia alla fondazione della Bank of California 132 anni prima. Nel 1999, UnionBanCal Corporation è diventata una società quotata alla Borsa di New York (NYSE: UB).
Il 19 ottobre 2004, il Federal Reserve Board ha annunciato che Union Bank aveva stipulato un accordo scritto per evitare procedimenti penali per riciclaggio di denaro. Tre anni dopo, Union Bank è stata nuovamente accusata di riciclaggio di denaro e nel settembre 2007, il Dipartimento di Giustizia e il Dipartimento del Tesoro hanno annunciato che Union Bank aveva accettato di pagare $ 31,6 milioni in sanzioni e confisca per risolvere un elaborato schema di riciclaggio di denaro dovuto alla droga.
Nell'agosto 2008, Mitsubishi UFJ si offrì di acquistare il 35% di Union Bank che ancora non possedeva, cosa che Union Bank accettò. Il 4 novembre 2008, la Bank of Tokyo-Mitsubishi UFJ (BTMU), una consociata interamente controllata da Mitsubishi UFJ Financial Group (MUFG), ha annunciato che BTMU aveva acquisito con successo tutte le azioni in circolazione di UnionBanCal Corporation.
Nel 2014, MUFG ha integrato le operazioni statunitensi della sua controllata The Bank of Tokyo-Mitsubishi UFJ, Ltd. (BTMU) con quelle della Union Bank, N.A. con sede a San Francisco.
Nell'aprile 2018, la Bank of Tokyo-Mitsubishi UFJ, Ltd. (BTMU) è stata rinominata MUFG Bank, Ltd.
Nel settembre 2021, è stato annunciato che la statunitense Bancorp ha accettato di acquistare la banca MUFG Union per circa 8 miliardi di dollari.